# 布瓦西莫日
布瓦西莫日（法語：Boissy-Maugis，法語發音：[bwasi moʒi]）是法国奥恩省的一个旧市镇，位于该省东南部，属于莫尔塔涅欧佩什区。2016年1月1日，布瓦西莫日和相邻的另外3个市镇合并为新市镇于讷河畔库尔莫日（Cour-Maugis sur Huisne），布瓦西莫日为政府驻地。

## 地理
布瓦西莫日（48°26'28"N, 0°42'42"E）面积22.44 平方千米，位于法国诺曼底大区奧恩省，该省份为法国西北部内陆省份，北起顺时针与卡爾瓦多斯省、厄尔省、厄尔-卢瓦省、萨尔特省、马耶讷省和芒什省接壤。
与布瓦西莫日接壤的市镇（或旧市镇、城区）包括：比祖、于讷河畔贝卢。

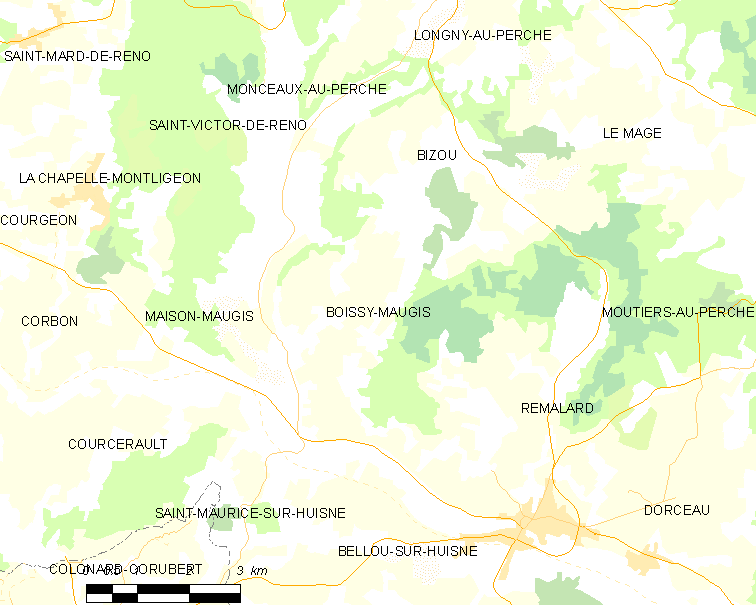
布瓦西莫日的OSM定位图

布瓦西莫日的时区为UTC+01:00、UTC+02:00（夏令时）。

## 行政
布瓦西莫日的邮政编码为61110、61340，INSEE市镇编码为61050。

## 政治
布瓦西莫日所属的省级选区为布勒通塞勒县。

## 人口

1962-2008年间布瓦西莫日人口变化图示

布瓦西莫日于2013时的人口数量为358人。